# Wikipedia în franceză
Wikipedia în franceză este versiunea Wikipediei în limba franceză. A fost începută în 23 martie 2001. În 4 decembrie 2012 avea  1.324.508 articole, 5.474.492 de pagini, 91.701.516 de editări, 183 administradori, 1.432.960 de utilizatori, dintre care 18.363 erau activi.

## Cronologie
23 martie 2001: data oficială a creării sale.
11 mai 2001: crearea de french.wikipedia.com
19 mai 2001: prima dată cunoscută a unui articol dedicat fizicianului fr:Paul Heroult.
6 iunie 2001: Prima pagină principală cunoscută.
27 decembrie 2001: 55 articole în Wikipedia în limba franceză.
31 octombrie 2002: upgrade la software-ul fazei III, viitorul MediaWiki, rezultând pierderea istoricului începuturilor Wikipediei.
23 aprilie 2005: Wikipedia în franceză a trecut pragul simbolic de 100 000 de articole.
4 decembrie 2005: 200 000 de articole sunt obținute.
28 mai 2007: cele 500 000 de articole sunt atinse la 18:24 h cu articolul fr:Aitken (crater).
20 februarie 2008: Quid, celebră enciclopedie franceză, anulează publicarea ediției din 2008, deoarece concurența este prea mare cu Wikipedia.
23 septembrie 2010, site-ul depășește articolul numărul 1.000.000 în limba franceză, cu fr:Louis Babel, misionar din secolul al XIX-lea.

## Clasament
În 4 decembrie 2012 se afla pe locul 3 (din 285 Wikipedii) în clasamentul făcut în funcție de numărul articolelor.
De asemenea se afla pe locul 5 în 3 decembrie 2012 într-unul din clasamentele făcute în funcție de calitatea Wikipediilor (în care se ia o mostră de 1.000 de articole foarte importante). și pe locul 5 în alt clasament făcut în funcție de calitatea Wikipediilor (în care se ia o mostră de 100.000 de articole) cu o medie de 69 editări pe articol.